# Weltmeister W6
 (juillet 2021).
Le Weltmeister W6 est une automobile crossover à batterie électrique de taille moyenne fabriqué par le fabricant chinois de véhicules à énergies nouvelles WM Motor (chinois : 威马汽车) sous la marque Weltmeister. La production en série du W6 a commencé en janvier 2021.

## Aperçu
Le design du Weltmeister W6 a été initialement présenté en avant-première par le Weltmeister Evolve Concept lors du salon de l'automobile de Shanghai 2019.

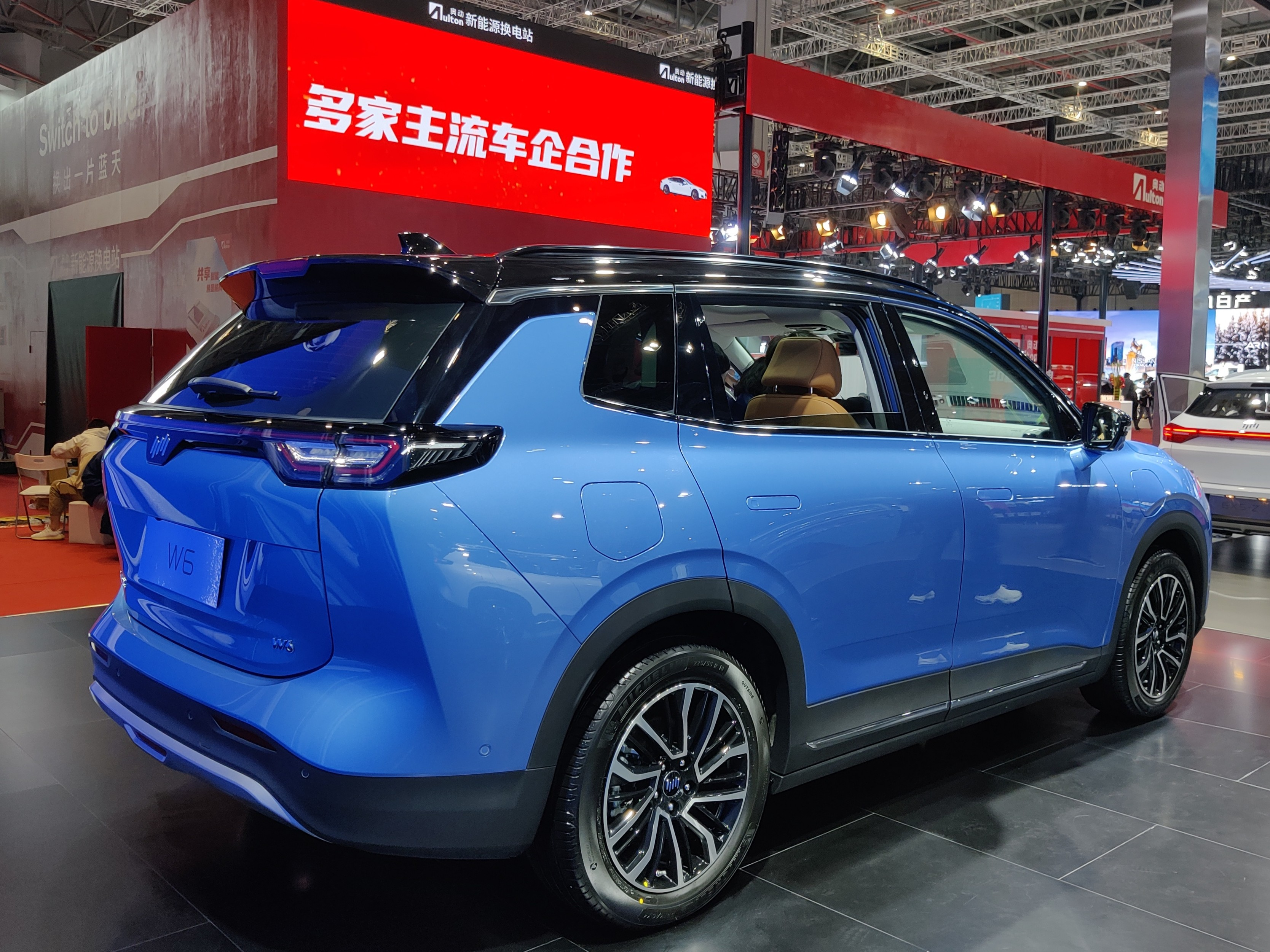
Weltmeister W6, arrière

La version de production du W6 a été développée en coopération avec Baidu et il est équipé d'une technologie de stationnement autonome sans pilote. Le W6 est capable d'exécuter des fonctions de conduite autonome dans des scénarios spécifiques à l'aide de la plate-forme Apollo de Baidu. La plate-forme Apollo dispose du jeu de puces Qualcomm 8155, connectivité 5G, sept caméras, cinq radars et 12 capteurs à ultrasons.
Côté autonomie, le W6 est équipé d'une batterie de 65 kWh pour 520 km (323 miles) d'autonomie.